# Moritz Jahn (attore)
Moritz Jahn, nome d'arte di Moritz Glaser (Amburgo, 17 aprile 1995), è un attore tedesco.

## Biografia
Moritz Jahn è noto principalmente per il ruolo di Magnus Nielsen, figlio ribelle di Ulrich Nielsen (interpretato da Oliver Masucci), nella serie televisiva Dark. 
Ha partecipato inoltre alla quinta e alla sesta stagione di Grani di pepe, telefilm trasmesso in Italia prima su Rai 3 e poi su Rai Gulp, nel ruolo di Karol Adamek, ragazzino cristiano di origini polacche fidanzato con una ragazzina musulmana, al film Der Himmel hat vier Ecken nel ruolo di Joschi e alla miniserie tedesca Prinz & Bottel.
Ha anche recitato nel film TV del ciclo Inga Lindström intitolato Scelte affrettate (Inga Lindström - Die Hochzeit meines Mannes). Ha ricevuto una candidatura al Premio Max-Ophüls per la sua interpretazione in Offline - La vita non è un videogioco (2016).

## Filmografia parziale

### Cinema
- Offline - La vita non è un videogioco (Offline - Das Leben ist kein Bonuslevel), regia di Florian Schnell (2017)

### Televisione
- Grani di pepe (Die Pfefferkörner) - serie TV (2007-2008)
- Dark - serie TV (2017-2020)
- SAS: Rogue Heroes serie TV (2022-in corso)